# Gold of the Americas: The Conquest of the New World
Gold of the Americas: The Conquest of the New World — компьютерная игра, разработанная и выпущенная австралийской компанией Strategic Studies Group в 1989 году для платформ Apple IIGS, Amiga, Atari ST и DOS. Игра представляет собой пошаговую стратегию и повествует о колонизации Америки.

## Игровой процесс

Игровой процесс. Отчет об успешной экспедиции.

Игра охватывает временной промежуток в 300 лет, начиная с 1500 года. Четыре колониальные империи — Англия, Испания, Португалия и Франция, управляемые человеком или компьютером, на протяжении 30 ходов колонизируют Америку. Победитель определяется по количеству очков после окончания последнего хода.
Экран разделен на две части: в левой часте расположена карта западного полушария, разделенная на 31 регион, а в правой — информация и команды управления. Игровой процесс включает в себя разведывание новых территорий, войны с племенами коренных народов, закупку армии, кораблей и рабов, а также развитие колоний.

## Отзывы
Игра получила положительные отзывы игровой прессы. Чак Мосс из журнала Computer Gaming World похвалил игру за реиграбельность, хорошую документацию и отличную графику. М. Иван Брукс из того же издания поставил Gold of the Americas 4 звезды из 5 возможных. По его мнению, игра уделяет мало внимания историческим фактам, но это компенсируется легкостью и увлекательностью игрового процесса.
Обозреватель журнала The Games Machine поставил игре 87 % и охарактеризовал её как простую и увлекательную.